# هربرت کلاین
هربرت کلاین (آلمانی: Herbert Klein؛ ۲۵ مارس ۱۹۲۳ – ۲۵ سپتامبر ۲۰۰۱) شناگر اهل آلمان بود.
وی همچنین برندهٔ جوایزی همچون شخصیت ورزشی سال آلمان شده‌است.
وی در مسابقات کشوری و بین‌المللی در مجموع برندهٔ ۱ مدال طلا، ۱ مدال برنز شده‌است.